# Rue de la Poste (Bruxelles)
Pour les articles homonymes, voir Rue de la Poste.
La rue de la Poste (en néerlandais : Poststraat) est une rue bruxelloise qui commence sur la commune de Saint-Josse-ten-Noode rue Botanique juste derrière les bâtiments du Jardin botanique et qui se termine sur la commune de Schaerbeek place Lehon en passant par la rue des Palais.
Elle est transversale des rues suivantes :
- la rue Godefroid de Bouillon,
- la rue Saint-François,
- la rue de l'Ascension,
- la rue des Secours,
- la rue Dupont,
- la rue de la Constitution,
- la rue Rogier,
- la rue Lefrancq,
- la rue de la Marne,
- la rue Brichaut,
- la rue Vandeweyer,
- la rue de Locht.

La numérotation des habitations va de 1 à 269 pour le côté impair et de 2 à 278 pour le côté pair.
La rue de la Poste est une partie de la voie commerciale qui reliait jadis Bruges à Cologne. Elle était connue sous le nom néerlandais de Zavelweg (signifiant Rue du Sablon). C’est par là que passaient les diligences au XVIIIe siècle.

## Adresses notables
à Saint-Josse-ten-Noode :

- no 37 : Mrax
- no 53 : Parc Saint-François

à Schaerbeek :

- no 111 : Haute École - Groupe ICHEC-ISC - Saint-Louis-ISFSC
- no 121 (arrière du no 11 rue des Palais) : Maison Art déco classée par arrêté royal le 7 mars 2002
- no 200 : Maison passive[1]
- no 262 : Centre de Formation en Alternance de la Construction, asbl